# Pinus balfouriana
Pinus balfouriana (сосна Бальфура або лисохвоста) — вид роду сосна родини соснових.

## Поширення
Поширення: Сполучені Штати Америки (Каліфорнія, Орегон). Мешкає в субальпійській та альпійській зонах гір. На півночі знаходиться на висотах між 1600 м і 2400 м над рівнем моря, на півдні між 2900 м і 3700 м. Зростає на сухих, кам'янистих схилах і хребтах які, як правило, позбавлені іншої істотної рослинності.

## Опис

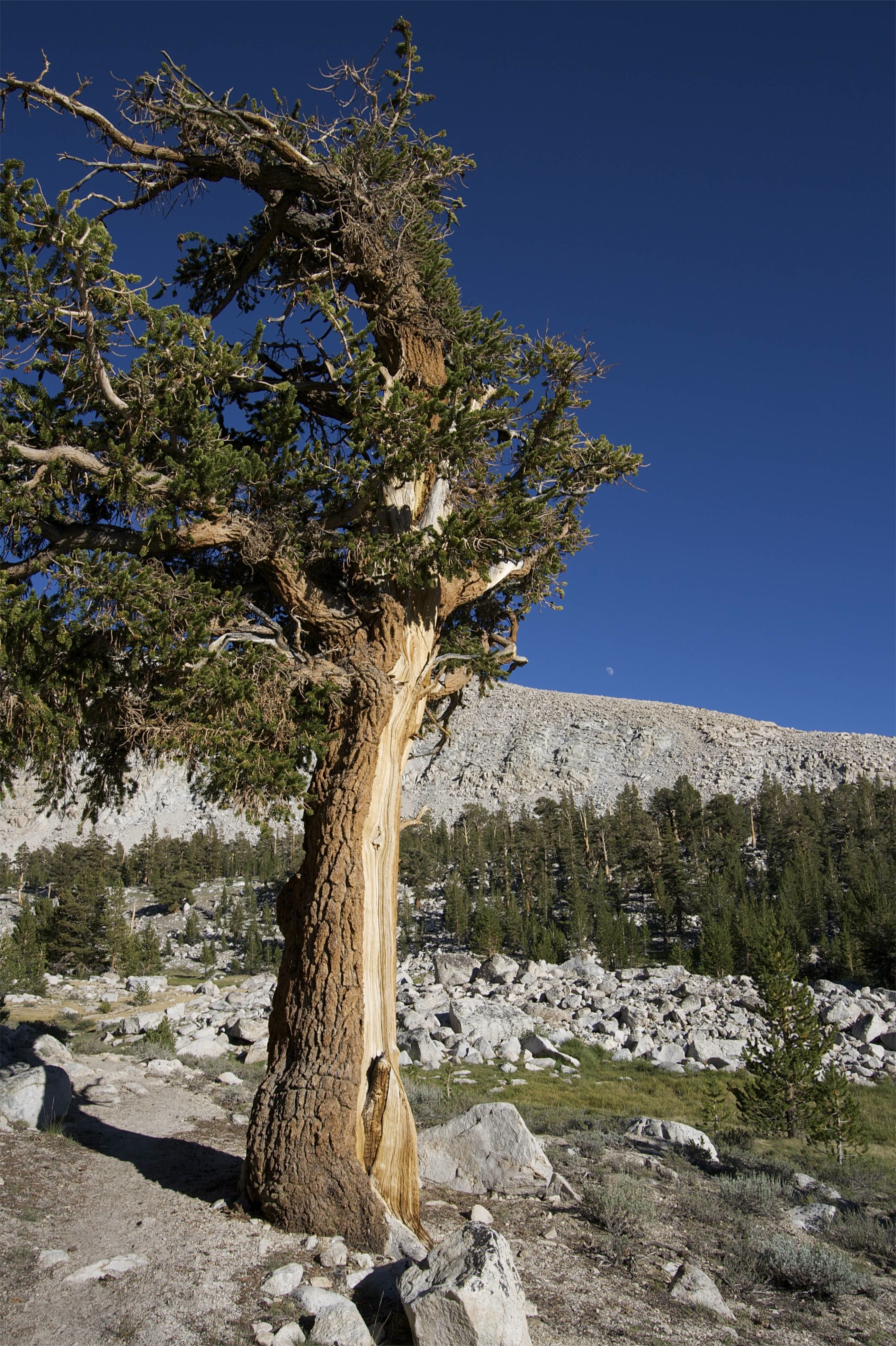
Одиноке дерево

Це дерево 10–20 м у висоту, і 2 м в діаметрі стовбура. Листя голчасте, зібрані в пучки по п'ять 2–4 см завдовжки. Верх голки темно-зелений, низ сіро-зелений. Голки залишаються від 10 до 20 років на дереві. Шишки червоно-коричневі, 6–11 см завдовжки. Гладка кора молодих гілок і стовбурів світло-сірого кольору. Пізніше стає корицевою і тріщинуватою. М'яка деревина жовто-коричневого кольору. Насіння блідо-пурпурового кольору, довжина крила становить близько 25 міліметрів, без крил 6–8 мм.
Найбільші дерева: дерево 23,0 м у висоту, діаметром 255 см, крона діаметром 10 м знаходиться у англ. Trinity National Forest; дерево 36,0 м у висоту, діаметром 121 см знаходиться в англ. Trinity Alps Wilderness. Регенерація і зростання вкрай повільні. Деяким з найстаріших дерев, ймовірно, більш 2000 років.

## Використання
Лисохвоста сосна практично не використовується через важкодоступність.

## Загрози та охорона
Цей вид може опинитися під загрозою в довгостроковій перспективі в результаті зміни клімату. Цей вид головним чином присутній на охоронних територіях, у тому числі англ. Kings Canyon National Park and англ. Sequoia National Park.